# ジャック・リッチー
ジャック・リッチー（Jack Ritchie、1922年2月26日 - 1983年4月25日）は、アメリカ合衆国の推理作家。本名は、ジョン・ジョージ・レイチ (John George Reitci)。スティーヴ・オコンネル (Steve O'Connell) など、別の筆名での発表作品もある。
独特のユーモア・ミステリでミステリー小説雑誌の常連作家となり、350を超える短編小説を残している。

## 経歴
ウィスコンシン州ミルウォーキーに生まれ、ミルウォーキー教員養成大学を卒業する。大学卒業後は、第二次世界大戦のためアメリカ陸軍に入隊する。終戦後は実家の家業（洋裁店）を手伝いながら、短編小説を書き溜めていた。
1953年12月、ニューヨーク・デイリー・ニューズ紙にスポーツ短編小説『Always the Season』が掲載され、作家デビューとなる。以後、同紙で恋愛物、スポーツ物の短編小説を掲載する。
1954年、マンハント誌に作品を掲載。以後、ミステリ作品が多くなる。1957年1月、アルフレッド・ヒッチコック・ミステリ・マガジン第2号に『Bullet-Proof』を発表する。以後同誌には毎月のように作品が掲載される。掲載された作品数は123編であり、同誌の常連作家と呼べる。
1971年、短編集『A New Leaf and other Stories』が刊行される。序文はドナルド・E・ウェストレイクが寄稿している。1976年、エラリー・クイーンズ・ミステリ・マガジン(EQMM)に作品を発表。以後、EQMM誌にはヘンリー・ターンバックルを主人公とした短編小説などを31編を発表する。
1982年、短編『エミリーがいない』(The Absence of Emily,EQMM掲載)でアメリカ探偵作家クラブ(MWA)賞の最優秀短編賞を受賞。
1983年4月25日、ミルウォーキーの在郷軍人局病院で心臓発作により死亡。同年4月27日にミルウォーキーで陸軍葬が行われた。

## 代表作

### 「クライム・マシン」
クライム・マシン(The Crime Machine)は1961年に発表された短編小説。
短編推理小説アンソロジーに何度も収録されており、ジャック・リッチーの代表作に挙げられる。
日本では同作品を表題として刊行された短編集が、「週刊文春ミステリーベスト10」2005年で海外部門第2位、「このミステリーがすごい 2006年」で海外編第1位を獲得している。
あらすじ
殺し屋リーヴズの元にヘンリーと名乗る男が現れ「タイム・マシンであなたの殺人現場を目撃した」と金を強請ろうとする。
信じられる話ではなかったが、ヘンリーはリーヴスの仕事の現場にいなければ知ることの出来ないような事を知っており、次々に示す証拠に次第にリーヴズも真剣になっていく。
リーヴスは、ヘンリーのタイム・マシンを手に入れようと交渉を重ねる。

### 「エミリーがいない」
エミリーがいない(The Absence of Emily)は1981年にエラリー・クイーンズ・ミステリマガジン誌に掲載された短編小説。
1982年のアメリカ探偵作家クラブ(MWA)のエドガー賞短編賞受賞作品。
『ロアルド・ダール劇場/予期せぬ出来事』の1編として1982年にイギリスでTVドラマ化された。
2003年にも映像化されている。
- Tales of the Unexpected: Season 5, Episode 14 The Absence of Emily - IMDb（英語）
- The Absence of Emily (2003) - IMDb（英語）

あらすじ
アルバートは妻エミリーの所在を聞かれると「サンフランシスコに行っている」と言い張る。
しかし、隣に住むエミリーの従姉ミリセントは、サンフランシスコにエミリーの友達が居ないことを知っている。
エミリーらしき人物が、街中で目撃され、手紙が届き、電話が掛かってきても、アルバートは否定する。
ある夜、庭を掘り返していたアルバートをミリセントはエミリー殺しの犯人として告発する。目撃例や手紙、電話などは全て怪しんだミリセントが仕組んだことだったのだ。
しかし、庭からはエミリーの死体は発見されなかった。

### 「カーデュラ探偵社」シリーズ
中央ヨーロッパ某国の伯爵家の出身だが、政治体制の変化により財産、土地を国家に没収されてしまい、アメリカに亡命してきたカーデュラが、私立探偵となる短編小説シリーズ。
カーデュラは、異常なまでの怪力、尾行、潜入の名人で優秀な探偵ではあるが、夜8時から夜明け前の4時まで（季節によって変動あり）しか活動できないという欠点を持っている。
作中で明言されることは無いが、間接的な描写や、カーデュラ(Cardula)のアナグラムによって、読者には正体がドラキュラ伯爵であることを匂わせている。
1. 「キッド・カーデュラ」 1976年 - 探偵物ではなく、カーデュラがボクサーとしてデビューするという内容
2. 「カーデュラ探偵社」 1977年
3. 「カーデュラ救助に行く」 1977年
4. 「カーデュラと盗癖者」 1977年
5. 「カーデュラの逆襲」 1978年
6. 「カーデュラ野球場へ行く」 1978年
7. 「カーデュラと鍵のかかった部屋」 1982年
8. 「カーデュラと昨日消えた男」 1983年

カーデュラの短編を集めた短編集は、日本で2010年9月に河出書房新社から発売された『カーデュラ探偵社』( ISBN 978-4309463414 )が世界でも初めてとなる。

### 「ヘンリー・ターンバックル」シリーズ
ミルウォーキー市警のヘンリー・S・ターンバックル部長刑事を主人公としたシリーズ。作品によっては警察は休職中で私立探偵を営んでいることもある。
頭脳明晰で、類まれなる推理力を発揮し、事件を解決するのに一役買うターンバックルだが、なぜか事件の真相は推理とはズレてしまう。
2編の番外編を含む全29編をまとめて「The Adventures of Henry Turnbuckle: Detective Comedies」( ISBN 978-0809313976 )がジャック・リッチー没後の1987年に発売された。

## 日本で刊行された著書
- 『クライム・マシン』（晶文社、晶文社ミステリ） 2005、のち河出文庫

晶文社ミステリ版
「クライム・マシン」（The Crime Machine、好野理恵訳）
「ルーレット必勝法」（Where the Wheel Stops...、好野理恵訳）
「歳はいくつだ」（For All the Rude People、藤村裕美訳）
「日当22セント」（Twenty-Two Cents a Day、好野理恵訳）
「殺人哲学者」（The Killing Philosopher、谷崎由衣訳）
「旅は道づれ」（Traveler's Check、谷崎由衣訳）
「エミリーがいない」（The Absence of Emily、好野理恵訳）
「切り裂きジャックの末裔」（Ripper Moon!、藤村裕美訳）
「罪のない町」（Lily-White Town、谷崎由衣訳）
「記憶テスト」（Memory Test、谷崎由衣訳）
「こんな日もあるさ」（Some Days Are Like That、藤村裕美訳）
「縛り首の木」（The Hanging Tree、藤村裕美訳）
「カーデュラ探偵社」（The Cardula Detective Agency、駒月雅子訳）
「カーデュラ救助に行く」（Cardula to the Rescue、駒月雅子訳）
「カーデュラの逆襲」（Cardula's Revenge、駒月雅子訳）
「カーデュラと鍵のかかった部屋」（Cardula and the Locked Room、駒月雅子訳）
「デヴローの怪物」（The Deveraux Monster、藤村裕美訳）
河出文庫版
「クライム・マシン」
「ルーレット必勝法」
「歳はいくつだ」
「日当22セント」
「殺人哲学者」
「旅は道づれ」
「エミリーがいない」
「切り裂きジャックの末裔」
「罪のない町」
「記憶テスト」
「こんな日もあるさ」
「縛り首の木」
「デヴローの怪物」
- 『10ドルだって大金だ』（河出書房新社、Kawade mystery） 2006

「妻を殺さば」（The Green Heart、白須清美訳）
「毒薬であそぼう」（Play a Game of Cyanide、谷崎由依訳）
「10ドルだって大金だ」（The Enormous $10、谷崎由依訳）
「50セントの殺人」（The Fifty-Cent Victims、白須清美訳）
「とっておきの場所」（Remains to Be Seen、スティーヴ・オコンネル名義、好野理恵訳）
「世界の片隅で」（A Piece of the World、スティーヴ・オコンネル名義、好野理恵訳）
「円周率は殺しの番号」（Queasy Does It Not、谷崎由依訳）
「誰が貴婦人を手に入れたか」（Who's Got the Lady?、白須清美訳）
「キッド・カーデュラ」（Kid Cardula、好野理恵訳）
「誰も教えてくれない」（Nobody Tells Me Anything、藤村裕美訳）
「可能性の問題」（Variations on a Scheme、藤村裕美訳）
「ウィリンガーの苦境」（The Willinger Predicament、藤村裕美訳）
「殺人の環」（The Connecting Link、藤村裕美訳）
「第五の墓」（The Fifth Grave、藤村裕美訳）
- 『ダイアルAを回せ』（河出書房新社、Kawade mystery） 2007

「正義の味方」（Deadline Murder、丸本聰明訳）
「政治の道は殺人へ」（Politic Is Simply Murder、武藤崇恵訳）
「いまから十分間」（Ten Minutes from Now、好野理恵訳）
「動かぬ証拠」（Shatter Proof、好野理恵訳）
「フェアプレイ」（Fair Play、好野理恵訳）
「殺人はいかが?」（Anyone for Murder?、武藤崇恵訳）
「三階のクローゼット」（The Third-Floor Closet、好野理恵訳）
「カーデュラと盗癖者」（Cardula and Kleptomania、駒月雅子訳）
「カーデュラ野球場へ行く」（The Return of Cardura、駒月雅子訳）
「カーデュラと昨日消えた男」（Cadula and the Briefcase、駒月雅子訳）
「未決陪審」（Hung July、藤村裕美訳）
「二十三個の茶色の紙袋」（The 23 Brown Paper Bags、藤村裕美訳）
「殺し屋を探せ」（Murder Off Limits、藤村裕美訳）
「ダイアルAを回せ」（Dial in Alibi、藤村裕美訳）
「グリッグスビー文書」（The Grggsby Papers、藤村裕美訳）
- 『カーデュラ探偵社』（河出文庫） 2010

「キッド・カーデュラ」
「カーデュラ探偵社」
「カーデュラ救助に行く」
「カーデュラと盗癖者」
「カーデュラの逆襲」
「カーデュラ野球場へ行く」
「カーデュラと鍵のかかった部屋」
「カーデュラと昨日消えた男」
「無痛抜歯法」（Painless Extraction、駒月雅子訳）
「いい殺し屋を雇うなら」（When Buying a Fine Murder、駒月雅子訳）
「くずかご」（The Wastebasket、駒月雅子訳）
「さかさまの世界」（Upside Down World、駒月雅子訳）
「トニーのために歌おう」（Sing a Song for Tony、駒月雅子訳）
- 『ジャック・リッチーのあの手この手』（小鷹信光編訳、早川書房、HAYAKAWA POCKET MYSTERY BOOKS） 2013

「謀之巻(はかりごと)」
「儲けは山分け」（Body Check、高橋知子訳）
「寝た子を起こすな」（Take Another Look、高橋知子訳）
「ABC連続殺人事件」（Alphabet Murders、高橋知子訳）
「もう一つのメッセージ」（The Message in the Message、高橋知子訳）
「学問の道」（Living by Degrees、松下祥子訳）
「マッコイ一等兵の南北戦争」（McCoy's Private Feud、松下祥子訳）
「リヒテンシュタインの盗塁王」（The Liechtenstein Flash、小鷹信光訳）
「迷之巻(まよう)」
「下ですか?」（Going Down?、小鷹信光訳）
「隠しカメラは知っていた」（The Quiet Eye、高橋知子訳）
「味を隠せ」（Kill the Taste、高橋知子訳）
「ジェミニ74号でのチェス・ゲーム」（Gemini74、小鷹信光訳）
「戯之巻(たわむれ)」
「金の卵」（The Golden Goose、高橋知子訳）
「子供のお手柄」（By Child Undone、松下祥子訳）
「ビッグ・トニーの三人娘」（Big Tony、松下祥子訳）
「ポンコツから愛をこめて」（Approximately Yours、松下祥子訳）
「驚之巻(おどろき)」
「殺人境界線」（Killing Zone、小鷹信光訳）
「最初の客」（Businessman、小鷹信光訳）
「仇討ち」（The One to Do It、松下祥子訳）
「保安官が歩いた日」（When the Sheriff Walked、高橋知子訳）
「怪之巻(あやし)」
「猿男」（Ape Man、松下祥子訳）
「三つ目の願いごと」（The Rules of the Game、小鷹信光訳）
「フレディー」（Freddie、松下祥子訳）
「ダヴェンポート」（The Davenport、小鷹信光訳）
- 『ジャック・リッチーのびっくりパレード』（小鷹信光編、早川書房、HAYAKAWA POCKET MYSTERY BOOKS） 2016

「恋の季節」（Always the Season、松下祥子訳）
「パパにまかせろ」（Handy Man、高橋知子訳）
「村の独身献身隊」（Community Affair、小鷹信光訳）
「ようこそ我が家へ」（Hospitality Most Serene、松下祥子訳）
「夜の庭仕事」（No Shroud、松下祥子訳）
「正当防衛」（Preservation、松下祥子訳）
「無罪放免」（They Won't Touch Me、高橋知子訳）
「おいしいカネにお別れを」（Goodbye, Sweet Money、松下祥子訳）
「戦場のピアニスト」（Six-Second Hero、高橋知子訳）
「地球壊滅押しボタン」（The Push Button、松下祥子訳）
「殺人光線だぞ」（Pardon My Death Ray、松下祥子訳）
「保安官は昼寝どき」（Home-Town Boy、高橋知子訳）
「独房天国」（The Value of Privacy、高橋知子訳）
「地球からの殺人者」（The Killer from the Earth、松下祥子訳）
「四人で一つ」（Four on an Alibi、松下祥子訳）
「お母さんには内緒」（But Don't Tell Your Mother、高橋知子訳）
「容疑者が多すぎる」（Bedlam at the Budgie、高橋知子訳）
「指の訓練」（Finger Exercise、高橋知子訳）
「名画明暗 カーデュラ探偵社調査ファイル」（The Canvas Caper、松下祥子訳）
「帰ってきたブリジット」（The Return of Bridget、高橋知子訳）
「夜の監視」（Stakeout、高橋知子訳）
「見た目に騙されるな」（More Than Meets the Eye、高橋知子訳）
「最後の旅」（That Last Journey、松下祥子訳）
「リヒテンシュタインのゴルフ神童」（The Liechtenstein Imagination、小鷹信光訳）
「洞窟のインディアン」（The Indian、松下祥子訳）